# Cu rốc đầu xám

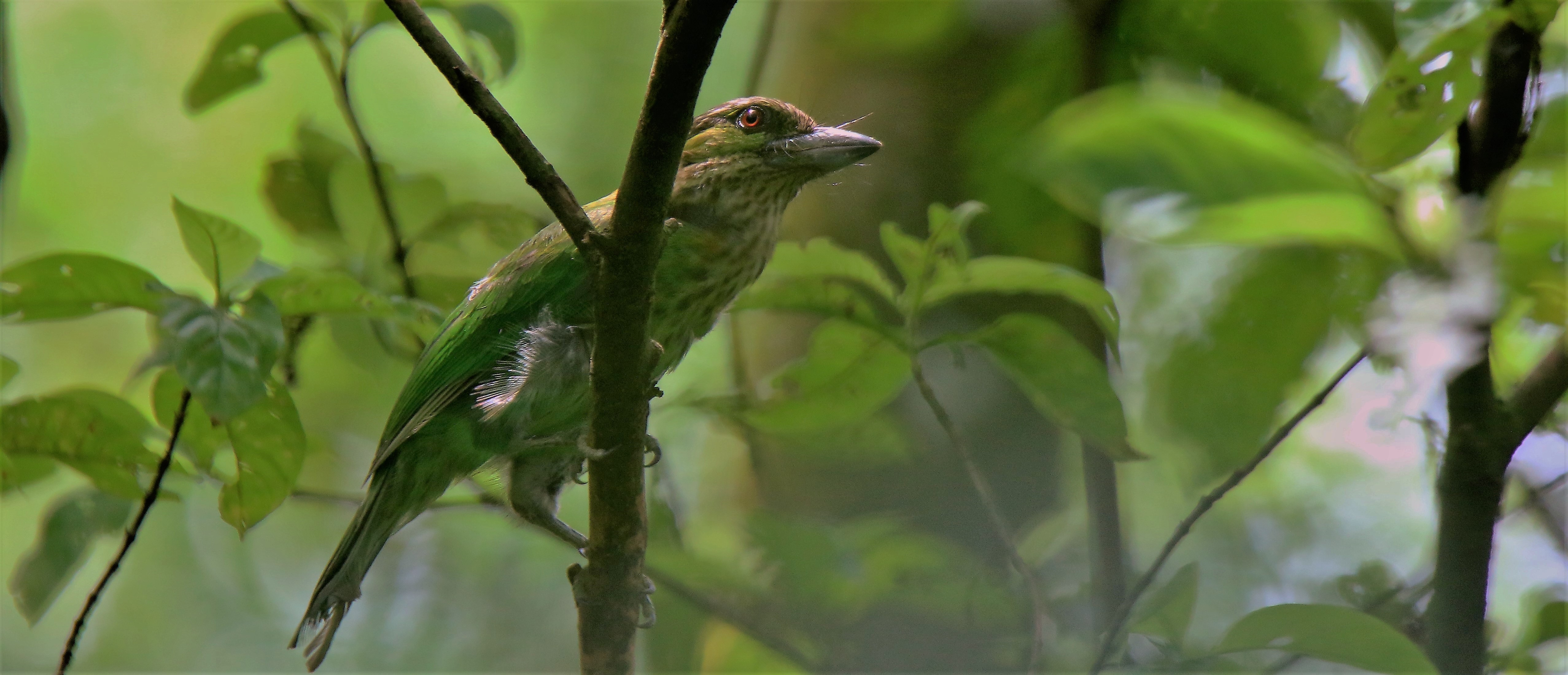
Psilopogon faiostrictus

Megalaima faiostricta là một loài chim trong họ Megalaimidae.